# Parigi (Parigi)
Parigi is een dorp in het regentschap Pangandaran van de provincie West-Java, Indonesië. Parigi telt 4647 inwoners (volkstelling 2010). Het dorp geldt officieel als hoofdstad van het regentschap, met onder andere het kantoor van de regent (bupati).